# Винтер Гарденс (Калифорнија)
Винтер Гарденс (енгл. Winter Gardens) насељено је место без административног статуса у америчкој савезној држави Калифорнија.

## Демографија
По попису из 2010. године број становника је 20.631, што је 860 (4,3%) становника више него 2000. године.
| Група             | 2000.          | 2010.          |
| Белци             | 16.139 (81,6%) | 14.782 (71,6%) |
| Афроамериканци    | 258 (1,3%)     | 409 (2,0%)     |
| Азијати           | 269 (1,4%)     | 345 (1,7%)     |
| Хиспаноамериканци | 2.424 (12,3%)  | 4.289 (20,8%)  |
| Укупно            | 19.771         | 20.631         |